# El jardinero español
El jardinero español es una película inglesa de 1956 basado en la novela homónima de A. J. Cronin, publicada en  1950.  Protagonizada por Dirk Bogarde y Jon Whiteley, y dirigida por Philip Leacock. La adaptación fue filmada en los estudios de Pinewood Studios, situados a las afueras de Londres, y en Palamós en la Costa Brava.  En 1958 con el título Nicholas y en 1967 con el título O Jardineiro espanhol, la historia fue adaptada por la cadena de televisión brasileña TV Tupi.
La película participó en el VII Festival Internacional de Cine de Berlín.

## Reparto
- Dirk Bogarde como José.
- Jon Whiteley como Nicholas Brande.
- Michael Hordern como Harrington Brande.
- Cyril Cusack como Garcia.
- Maureen Swanson como Maria.
- Lyndon Brook como Robert Burton.
- Josephine Griffin como Carol Burton.
- Bernard Lee como Leighton Bailey.
- Rosalie Crutchley como Magdalena.
- Ina De La Haye como la madre de Jose.
- Geoffrey Keen como Dr. Harvey
- Harold Scott como Pedro.
- Jack Stewart como policía escolta.
- Richard Molinas como policía escolta.
- Susan Lyall Grant como criada.
- John Adderley como taxista.
- David Lander como policía.